# Juan Ciscomani
Juan Ciscomani (nacido el 30 de agosto de 1982) es un político estadounidense de Arizona, miembro de la Cámara de Representantes de los Estados Unidos por el 6.º distrito congresional de Arizona. Fue asesor principal del gobernador Doug Ducey, vicepresidente de la Comisión Arizona-México.

## Primeros años y educación
Ciscomani nació en México y creció en Tucson, Arizona. Asistió al Pima Community College ya la Universidad de Arizona, convirtiéndose en el primer miembro de su familia en graduarse de la universidad. Después de graduarse, trabajó en la Universidad de Arizona como especialista en desarrollo de programas.

## Carrera política
Ciscomani se postuló sin éxito para la Legislatura de Arizona en 2008. Es miembro de la Cámara de Comercio Hispana de Tucson y se ha desempeñado como vicepresidente de divulgación. También se ha desempeñado en la Junta Asesora de Derechos Civiles de Arizona y en la Comisión de Nombramientos de Tribunales de Primera Instancia del Condado de Pima.
En las elecciones de 2022, Ciscomani se postuló para la Cámara de Representantes de los Estados Unidos por el 6.º distrito congresional de Arizona como republicano. Derrotó a la candidata del Partido Demócrata, Kirsten Engel, en las elecciones generales del 8 de noviembre.

## Vida personal
Ciscomani reside en Tucson. Está casado con Laura y tiene seis hijos. Posee ascendencia italiana por vía paterna.